# Cratere Qidu
Qidu è un cratere sulla superficie di Marte.